# Masayuki Terada
Masayuki Terada (9 de dezembro de 1995) é um judoca tailandês nascido no Japão. Competiu nos Jogos Olímpicos de Verão de 2024 em Paris. Foi eliminado nas oitavas de final pelo italiano Manuel Lombardo.
Judoca do Japão Terada Masayuki. Triunfou no Open de África em Luanda, em 2023. Participou nos grandes torneios em representação da Tailândia, embora a sua origem seja o Japão. Obteve a medalha de prata no Open de África de Tunes em 2023. Obteve uma medalha de bronze no Open da Ásia em Hong Kong, em 2023.